# Атсе Іясу
Іясу (пом. 1813) — був проголошений негусом (1787–1788) Ефіопії у Тиграї та Годжамі ворогами раса Алі I з Єджу. Зазнав поразки у боротьбі з Алі.

## Правління
Йому зазвичай приписують титул «Атсе», менш відому назву імператора амхарською мовою, аби відрізняти від інших, відоміших імператорів Ефіопії з тим же ім'ям.
Він може бути імператором «Йоасом», про якого згадує Натаніель Пірс. Пірс розповідає, що незадовго до смерті (травень 1813), «Йоас» мешкав у Гондері, та що він помер у бідності: «не лишивши за собою достатньо грошей, аби купити собі домовину, в якій би покоїлось … [його] тіло.»